# Los Salvajes
Los Salvajes es una banda de rock española de Barcelona fundada en 1962. Este grupo fue conocido en su día como los Rolling Stones españoles, ya que la influencia de la banda británica en ellos era evidente (aunque también tenían como gran referente a The Who). Eso les hizo tener un estilo más duro que el habitual en los roqueros españoles del momento (Los Brincos, Los Sírex o Los Mustang), hasta el punto de que ser considerados por la crítica como precedentes españoles (junto a grupos como Los No, Los Polares, Los Cheyenes o Los Huracanes) de lo que luego se llamó garage rock.

## Trayectoria artística
Crearon el grupo Gaby Alegret (voz), Andy González (guitarra solista), Francisco Miralles (guitarra rítmica), Sebastián Sospedra (bajo) y Delfín Fernández (batería). En 1962 llamaron al grupo The Savages. En 1964 viajaron a Alemania para profesionalizarse, tocando en el circuito de clubs de rock de ese país durante más de un año.
En 1965 vuelven a España y son fichados por la discográfica EMI, publicando ese mismo año su primer Ep, con un sonido más cercano al Beat que al rhythm and blues pero que irá endureciéndose en los siguientes discos. En 1966, Francisco Miralles fue relevado a la guitarra rítmica por Julián Moreno, quien, junto con Andy González compuso varios temas propios colaborando en algunas letras el popular locutor Luis Arribas Castro, tales como "Las ovejitas", "Vivir sin ti", "Rosa de papel", entre otras. publicadas por EMI-Odeon S.A.
En este mismo año sacaron a la luz su canción más exitosa y famosa, "Soy así". También versionaron "Paint It, Black" de The Rolling Stones, creando el tema "Todo negro". El grupo español M Clan rindió homenaje tanto a la banda británica como a la barcelonesa tocando "Todo negro" en su álbum Sin enchufe. El servicio militar, obligatorio en aquella época, obligó a poner fin a la primera etapa de la banda en 1970. Posteriormente, sus miembros colaboraron como músicos o promotores en otros proyectos: Dyango, Lone Star, etc.
En 2013, los miembros originales Delfín Fernández, Sebastián Sospedra y Julián Moreno, junto con Luis Barbero y Carles Fonollosa, llevan de nuevo a Los Salvajes a los escenarios, rescatando su repertorio original, y llevando a escena temas que no interpretaban desde su mítico viaje a Alemania.
A finales de 2019 Julián Moreno decide tomarse un descanso y participar solo en eventos puntuales, la banda decide continuar sin sustituirlo y pasar a ser de cuatro componentes.
El 24 de enero de 2021 fallece el bajista Sebastián Sospedra lo cual crea una situación traumática para sus compañeros que finalmente deciden continuar y que su lugar sea ocupado por un joven bajista llamado Dani Torrens. 
En el año 2022 celebraron sus 60 años de historia con 10 conciertos que culminaron en un gran evento el 29 de noviembre en la sala Luz de Gas de Barcelona con varios artistas invitados. En el transcurso de este concierto les fue entregado un premio como reconocimiento a su larga trayectoria. También el Ayuntamiento de Canet de Mar libró a la banda una placa conmemorativa por sus 60 años el 14 de noviembre, fecha en la que dieron un gran concierto en esta población del Maresme muy ligada a su baterista Delfín Fernández.
En 2023 siguen los conciertos de celebración con la denominación de los mismos de "60+1 años de historia", el broche de oro lo ponen el 14 de noviembre en Madrid en la sala Galileo Galilei y también en este concierto cuentan con ilustres invitados de los grupos madrileños de su época.
La idea de la banda es seguir en ruta mientras el cuerpo aguante y ya han empezado 2024 con "60+2 años de historia.

## Discografía

### Álbumes de larga duración
- Lo Mejor de Los Salvajes (1967)
- Salvajes (1981)
- Rockero prematuro (1982)
- Salvajes (1988)
- Disco en rojo (1990)
- Nacidos para ser salvaje 1962-2002 (2002)
- 60X60 Leyendas del pop-rock (2005) [directo]

### EPs/Sencillos
- 1964 Hoy comienza mi vida - Nada ha cambiado - Boys - Con el corazón
- 1965 Siluetas - Goodbye my love - Hielo en vez de amor - No me digas adiós
- 1965 Se llama María - Satisfacción - Wolly Bully - Ya te tengo
- 1966 Al Capone - Pienso en ti - Paff bum- A la buena de Dios
- 1966 La neurastemia - Soy así - Corre, corre - These Boots are made for walking
- 1966 Todo negro - Una chica igual que tu - Es la edad - Que alguien me ayude
- 1967 Mi bigote - Fuera de mi - Vivir sin ti - El bote que remo
- 1967 Las ovejitas - Rosa de papel - Es mejor dejarlo como está - No me puedo controlar
- 1967 Massachusetts - El Don Juan
- 1968 Judy con disfraz - Palabras
- 1968 Vuelve baby - Algo de títere
- 1968 Los platillos volantes - Un mensaje te quiero mandar
- 1969 Nana - I need your loving

## Formaciones

### Miembros originales
- Gabriel Alegret (Gaby), – Voz, Armónica
- Francisco Miralles (Francisco) - guitarra rítmico, Coros
- Andrés González (Andy) - guitarra, Coros
- Enric Canals (Enric) - bajo, Coros
- Sebastián Sospedra (Sebastián) - bajo, Coros
- Julián Moreno Sanz guitarra
- Delfín Fernández Martínez (Delfín) Batería, Percusión, Coros

### Miembros en la actualidad
- Delfín Fernández Martínez (Delfín) Batería
- Luis Barbero Grau - voz, armónica y guitarra
- Carles Fonollosa - guitarra y voces
- Dani Torrens bajo eléctrico y voces